# Szerény hivatalnok kertje
A Szerény hivatalnok kertje (hagyományos kínai: 拙政園, egyszerűsített kínai írás: 拙政园, pinjin, hangsúlyjelekkel: Zhuōzhèng Yuán) a négy leghíresebb hagyományos kínai kert egyike Szucsou (Suzhou) városában, egyben a legnagyobb közülük. Neve más fordításban az Egyszerű ember politikája kert (Plain Man's Politics Garden) néven is előfordul. (A másik három kiemelt fontosságú kert a Hálók mesterének kertje, a Megmaradt kert és az Oroszlánliget.) 1997-ben lett a világörökség része. Sokan ezt a parkot tartják Dél-Kína legszebb kertjének.

## Története

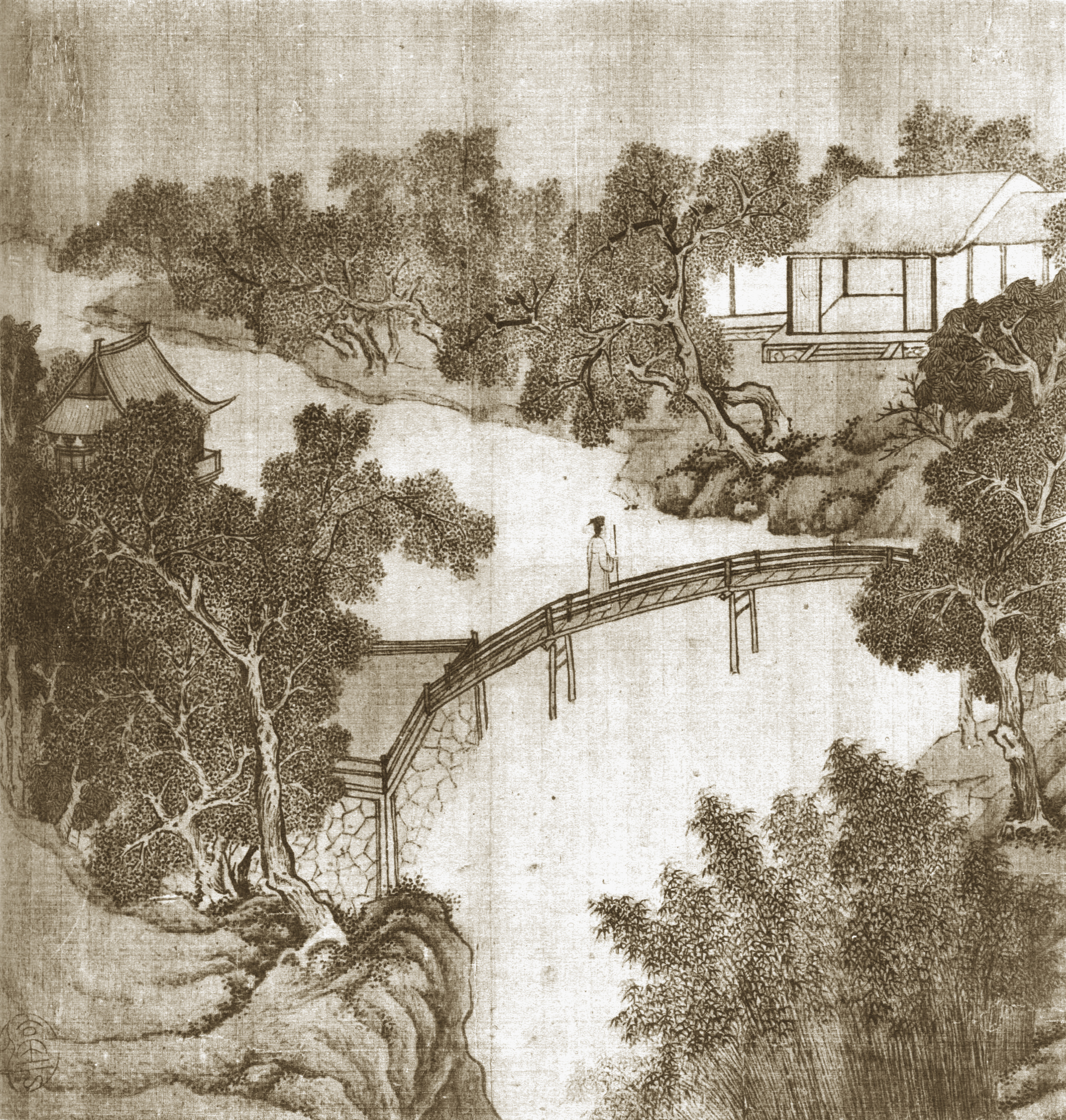
Ven Cseng-ming (Wen Zhengming) képe a kertről a 16. századból

A kert első változata a Szung-dinasztia (Song-dinasztia) déli korszakában épült, 1131 és 1162 között. Később azonban sok kézen ment át és többször jelentősen átalakították. A Jüan-dinasztia (Yuan-dinasztia) idején egy templom kertje lett.
1513-ban Vang Hszien-csen (Wang Xianchen), a Ming-dinasztia néhány évvel korábban visszavonult császári tisztviselője és költő építtette újjá a Ming-hódítás idején felégetett kertet, amikor apja halála után, viharos karrierjét feladva, minden figyelmét ennek a kertnek a újjáalkotására fordította. Nagy segítségére volt ebben barátja, Ven Cseng-ming (Wen Zhengming) (1470-1559), a kor neves festője. A kert nevét, aminek első említése 1517-ből maradt fenn a Csin-dinasztia (265-420) (Jin-dinasztia (265-420)) korának tudós írója, Pan Jüe (Pan Yue) egy soráról kapta és a közélettől való visszavonulás vágyát fejezi ki.
A kert 16 év munkája után készült el 1526-ban. Ven Cseng-ming (Wen Zhengming) egy tanulmányt is közzétett róla, valamint 31 festményben és az azokhoz írt egy-egy költeménnyel is megörökítette annak szépségeit 1533-ban. 1551-ben további 8 festményt készített a kert részleteiről. A hagyomány szerint a bejárat melletti bokrokat is a híres festő ültette, és a kertben sokfelé megtalálhatók az ő kalligráfiájával díszített táblák.
A tulajdonos fia azonban szerencsejátékon elvesztette a kertet és az újabb és újabb tulajdonosok birtokába került, ami a kínai szokásoknak megfelelően jelentős módosításokkal is járt. 1631-ben a kertet fel is osztották. 1860-ban középső része Li Hsziu-cseng (Li Xiucheng), a tajping-felkelés egyik vezetőjének a tulajdona lett, aki újra átalakíttatta azt, és a kert jelenlegi formája fő vonalaiban ebből a korból származik.
1949-ben a kert három részét egyesítette a kínai kormányzat és restaurálva 1952-ben megnyitotta azt a nagyközönség előtt. 1997-ben a kert az UNESCO világörökségi listájára került.
A kínai hagyomány szerint Cao Hszüe-csin (Cao Xueqin), A vörös szoba álma című klasszikus kínai regény szerzője tizenéves korában e kertben élt. Ezért úgy tartják, hogy a regény cselekményének színteret adó kertet az író a Szerény hivatalnok kertjében szerzett ifjúkori tapasztalatai alapján rajzolta meg.

## Leírása

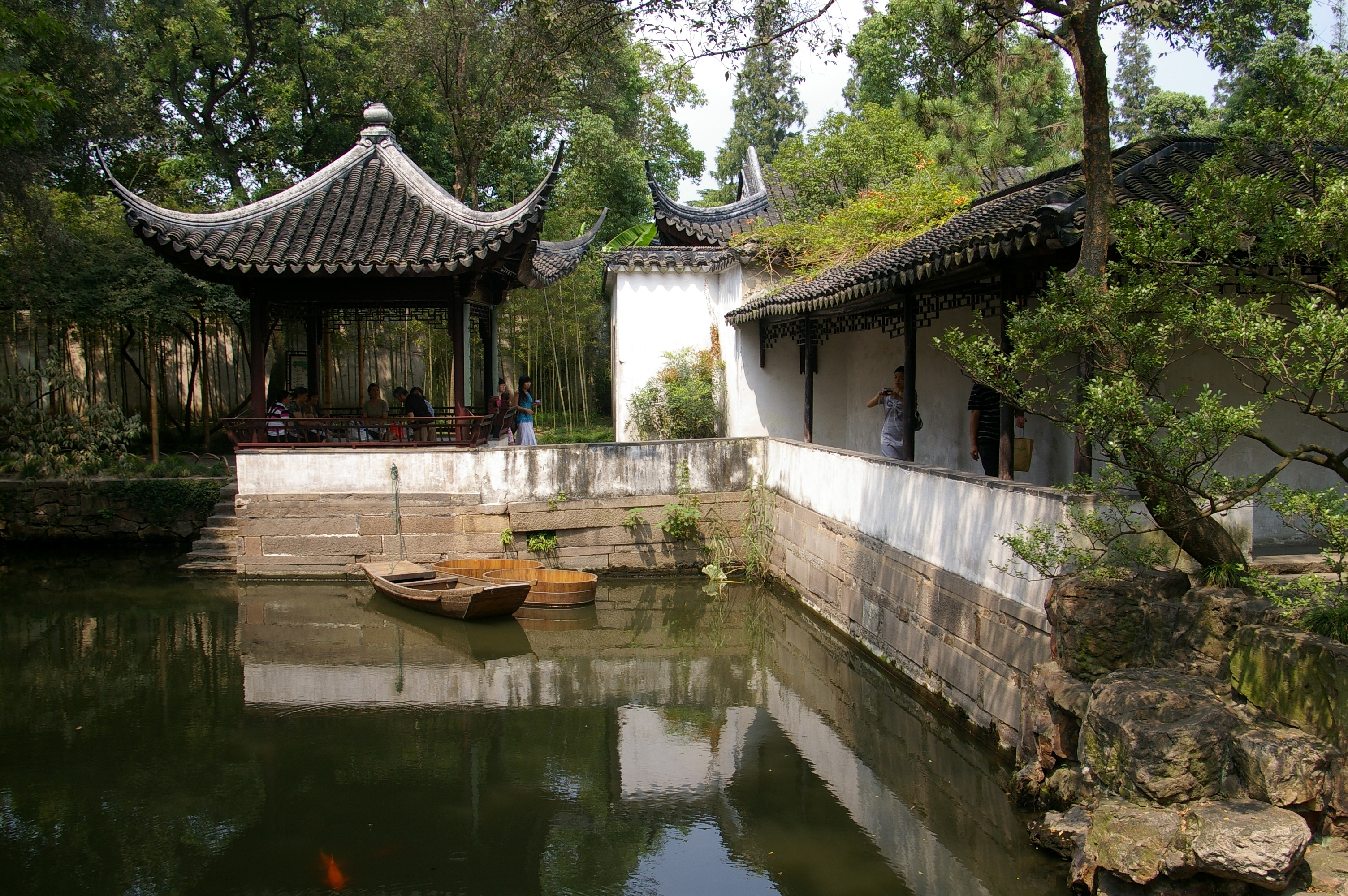
Részlet a kertből

A kert pavilonjai, tavacskái, szigetei és hídjai bonyolult útvesztőt alkotnak. Három fő részből áll egy nagyobb tó körül. A kertben összesen 48 különböző épület, 21 különösen idős fa, és több mint 700 szucsou (suzhou)i stílusú miniatűr, cserépben nevelt fa, bonszai van. A lakóház a park déli részén áll. A központi rész tavai és sziklakertjei valószínűleg a korai Csing (Qing)-korból származnak, ez a kert leglátványosabb része. Itt látható a Halhatatlanok szigeteire emlékeztető három szikla, a kínai kertek egyik szinte elengedhetetlen dísze. A nyugati rész kialakítása a 19. századi állapotot tükrözi, keletit azóta is renoválták.

## Fordítás
Ez a szócikk részben vagy egészben  a   Humble Administrator's Garden című angol Wikipédia-szócikk ezen változatának fordításán alapul.  Az eredeti cikk szerkesztőit annak laptörténete sorolja fel. Ez a jelzés csupán a megfogalmazás eredetét és a szerzői jogokat jelzi, nem szolgál a cikkben szereplő információk forrásmegjelöléseként.